# Вершин Іван Дормидонтович
Іван Дормидонтович Вершин (серпень 1885, тепер Донецька область — ?) — український радянський діяч, голова Луганського окрвиконкому та голова Луганської міської ради. Член ВУЦВК.

## Біографія
Народився в серпні 1885 року в робітничій родині на Донбасі. Закінчив початкову школу, потім займався самоосвітою.
З чотирнадцятирічного віку працював посильним, учнем слюсаря на Юзівському заводі. У 1905 році брав участь у страйку в Юзівці, роззброював поліцію. У 1907 році за поширення листівок був адміністративно висланий. Член Партії соціалістів-революціонерів (ПСР, есерів).
З 1910 року — помічник машиніста на залізниці. З 1914 року — машиніст заводу Гартмана в Луганську, член профспілки металістів. З січня 1916 року — заступник голови правління профспілки робітників паровозобудівного заводу Гартмана.
У березні 1917 року був обраний головою Ради старост, потім головою заводського комітету заводу Гартмана. У вересні 1917 року за списком ПСР від сталеливарного відділення заводу Гартмана обраний депутатом Луганської ради, став заступником голови Луганської ради. У жовтні 1917 року — член Військово-революційного комітету міста Луганська.
Член РКП(б) з 1918 року.
Навесні 1918 року служив у Червоній гвардії Луганська, учасник «Царицинського походу». У лютому 1919 року повернувся до Луганська. Потім вступив до Червоної армії, учасник громадянської війни в Росії. До 1920 року працював на Подільському патронному заводі.
З січня 1920 року — член Донецького губернського революційного комітету, з квітня 1920 року — член президії виконавчого комітету Донецької губернської ради.
У травні — червні 1920 року — голова Луганської міської ради і Луганського райвиконкому.
З серпня 1920 по 1924 рік — заступник керуючого Луганського паровозобудівного заводу імені Жовтневої революції.
З березня 1923 року — голова Луганської міської ради. З травня 1923 року — заступник голови виконавчого комітету Донецької губернської ради.
З квітні 1924 по червень 1925 року — голова виконавчого комітету Луганської окружної ради.
З червня 1925 року — заступник директора Луганського паровозобудівного заводу імені Жовтневої революції. З 1926 року — заступник керуючого Луганського патронного заводу імені Оборони Червоного Луганська.
У 1931—1934 роках — директор Брянського машинобудівного заводу Західної області РРФСР.
Подальша доля невідома.